# Leioproctus launcestonensis
Leioproctus launcestonensis är en biart som först beskrevs av Cockerell 1914.  Leioproctus launcestonensis ingår i släktet Leioproctus och familjen korttungebin. Inga underarter finns listade i Catalogue of Life.

## Bildgalleri

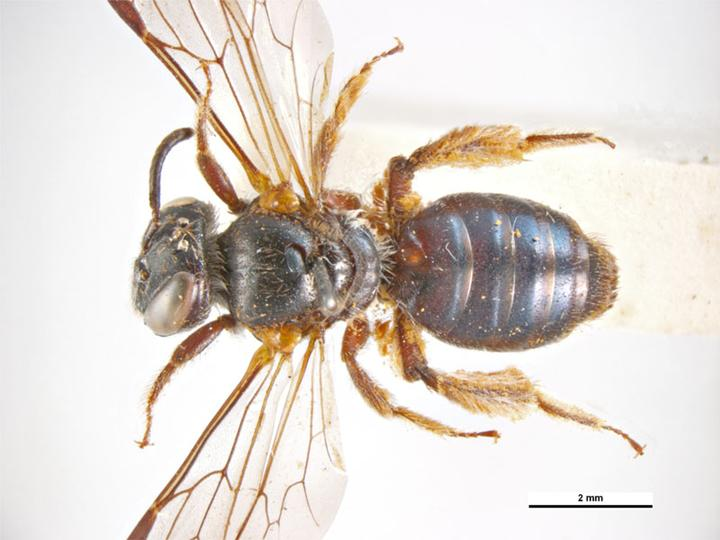
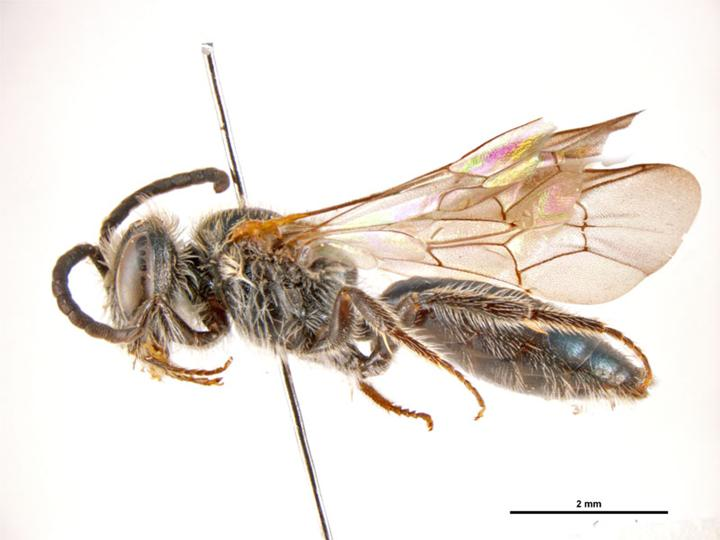